# Clavelina moluccensis
Clavelina moluccensis – gatunek żachwy z rodziny Clavelinidae.
Morfologia
Długość ciała wynosi 0,5-2,5 cm. Barwa od jasnoniebieskiej po niebieską, z wierzchu zawsze występują ciemnoniebieskie plamy.
Biologia
Występuje w koloniach o szerokości około 12 cm. Podobnie jak wszystkie osłonice, odżywia się przez filtrowanie.
Zasięg występowania
Zasięg występowania gatunku obejmuje zachodni Ocean Spokojny; okolice Australii, Indonezji, Malezji i Filipin. W warunkach hodowlanych preferuje temperaturę 22-28 °C. Przeważnie Clavelina moluccensis porasta martwe koralowce.